# Alice Phoebe Lou
Alice Phoebe Lou   (Ciutat del Cap, 19 de juliol de 1993) és una cantant i compositora sud-africana. Ha editat tres EPs i tres àlbums d'estudi. El desembre del 2017, la seva cançó "She" de la pel·lícula Bombshell: La història de la Hedy Lamarr va ser inclosa en la llista dels Oscars per Millor Cançó Original. Des del 2019, també ha estat activa en el seu projecte amb Ziv Yamin, Strongboi.

## Infantesa
Lou va passar la seva infantesa a Kommetjie, a la costa oest de la Península de Cap dins Sud-àfrica i va assistir a una Waldorf escola. Els seus pares són documentalistes. Va rebre classes de piano i de guitarra quan era petita. Quan tenia 14 anys, estava interessada en la música trance i va començar a fer fotografies de concerts, de vegades, també li pagaven. El 2010, durant l'estiu, se n'anà a París, primer vivint amb una tieta, però aviat, se'n va anar a viure amb un amic i va començar a guanyar diners fent jocs amb foc al carrer.

## Carrera

### Inicis
Després de graduar-se a l'institut el 2012 a Sud-àfrica, va fer un any sabàtic, tot viatjant per Europa. Primer va anar a Amsterdam i després a Berlín.
A la capital alemanya, va començar a cantar i a tocar la guitarra. Va descobrir que podia guanyar més diners amb la música que fent jocs amb foc, feina que feia quan va començar a viatjar. Quan va finalitzar el seu any sabàtic, va sospesar retornar a Sud-àfrica, a la universitat. Finalment, va comprar-se un amplificador per la guitarra i va tornar a Berlín.
A Berlín, actuava principalment a parades del S-Bahn i U-Bahn i a parcs. Després d'un mes allà, va aparèixer en un programa de televisió. L'abril del 2014, va autoeditar un EP, anomenat Momentum. La cançó "Fiery Heart, Fiery Mind" de l'EP apareix a la banda sonora de la pel·lícula "Ayanda", presentada l'any 2015. També, va començar a tocar en locals.
Després d'una actuació a TEDx a Berlín el 6 de setembre de 2014, va començar per aconseguir ofertes de discogràfiques, però l'Alice es va voler mantenir independent. El desembre de 2014 va publicar un àlbum en directe "Live at Grüner Salon" mentre aconseguia diners per finançar l'enregistrament del seu àlbum debut d'estudi.
El 2015 va començar a fer gires, i a més, toca per primera vegada al festival SXSW als EUA. Ha repetit la fita de forma successiva els següents anys. També, ha actuat al TEDGlobal Londres el mateix any i ha estat telonera del músic Rodríguez en la seva gira de Sud-àfrica, l'any 2016.

### Orbit (2016)
L'abril del 2016, l'Alice Phoebe Lou va editar el seu àlbum "Orbit", produït per Matteo Pavesi i Jian Kellett-Liew. Va ser nominada per la categoria Millor artista femenina el 2016 als premis alemanys de la crítica a Alemanya i va ser convidada diversos programes de televisió alemanys per entrevistes i actuacions. Durant el mateix any, va girar per Europa, Sud-àfrica i els Estats Units i va tocar 3 vegades al planetari de Berlín, amb totes les entrades esgotades. Tot i això, ha continuat tocant al carrer a Berlín.
El desembre del 2017, va editar un EP autoeditat anomenat "Sola", com també un llibre anomenat "Songs, poems and memories" (Cançons, poemes i records). El mateix mes es va anunciar que la seva cançó "She" de la pel·lícula Bombshell: La història de Hedy Lamarr forma part de la llista per als premis de l'acadèmia els Òscars, en la categoria de Cançó Original Millor. El 23 de febrer de 2018, va sortir un vídeo musical per la mateixa cançó, "She" dirigit per Natalia Bazina. Aquest vídeo va ser nominat en la categoria Millor Cançó en els Berlin Music Video Awards (premis berlinesos per a vídeos musicals).
En el vídeo hi ha dues escenes importants de la pel·lícula alemanya Kokon: Quan 'Nora' i 'Romy' es troben en el sostre d'un edifici, escoltant música; i al final, mentre 'Nora' troba que la seva eruga ha fet la metamorfosi en la seva forma adulta.
Durant el 2018, l'Alice Phoebe Lou va fer concerts per Europa, Nord-amèrica (Canada i els Estats Units), Sud-àfrica i el Japó.

### Paper Castles (2019)

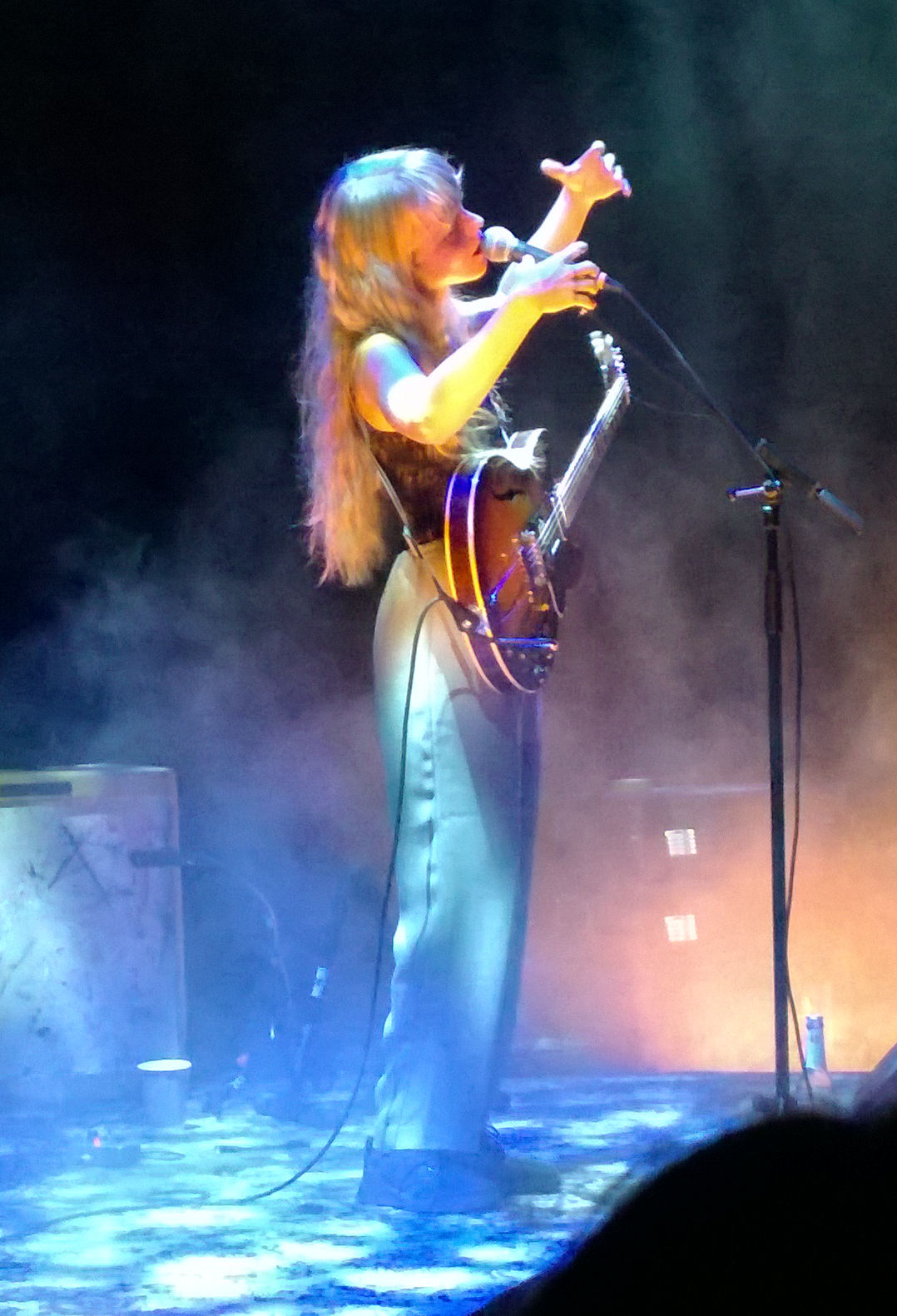
Alice Phoebe Lou a Funkhaus Berlín, l'1 de desembre de 2018.

El primer senzill, "Something Holy" del seu segon àlbum "Paper Castles" va veure la llum el 30 de novembre de 2018. El segon, "Skin Crawl", es va editar el 15 de gener de 2019. El vídeo d'aquest segon senzill va guanyar al juny un tercer premi als Berlin Music Video Awards (premis berlinesos de vídeos musicals) en la categoria de millor concepte. L'últim senzill d'aquest àlbum, "Galaxies", va sortir el 15 de febrer del mateix any i uns dies després, el 8 de març de 2019 va sortir oficialment "Paper Castles".
El març del 2019, l'Alice va ser l'artista del mes a la publicació Consequence of Sound. I el 6 de març, es va publicar el vídeo de "Galaxies" filmat al Zeiss Planetarium amb la col·laboració de l'actriu Maisie Williams.
El 12 de juliol del 2019, l'EP digital "A Place of My Own (Mahogany Sessions)", que conté quatre cançons de l'àlbum "Paper Castles", es publica en forma de vídeo gravat en directe i les cançons a plataformes de reproducció. El 7 d'agost es publica un vídeo per la cançó "Lost in LA", que forma part, en un inici, del seu EP "Sola".
El 15 de novembre, l'Alice va ser entrevistada en un programa de televisió de ZDF alemany i va tocar cançons del disc amb el seu grup.
"Paper Castles" va ser considerat el 19è millor disc de 50 del 2019 segons la revista de NBHAP i 7è segons la revista de FMS entre 35 àlbums i EPs de 2019.
Durant el 2019, va fer una gira de més de 100 concerts a Europa, Japó, Estats Units i Canadà. Per exemple, va actuar el 30 de maig de 2019 a l'escenari principal del Primavera Sound a Barcelona. Més tard, realitzà un concert en petit format a l'escenari Paper Sessions d'OCB. El 28 de febrer de 2020, el canal alemany de televisió Bayerischer Rundfunk va retransmetre el concert que realitzà al festival PULS a Múnic el 30 de novembre de 2019. Tot i que realitza grans gires al llarg de l'any, continua tocant a parcs i estacions de l'U-Bahn a Berlín. Durant el 2020, va fer una petita gira i, posteriorment, durant el confinament i més endavant va realitzar directes en línia i concerts per a televisió que es van retransmetre per exemple a Arte.
El 13 de març de 2020 va publicar la cançó "Witches". La setmana anterior, el 6 de març, van editar el vídeo "Strongboi" del projecte que té amb Ziv Yamin, anomenat "Strongboi". El senzill digital va ser distribuït la setmana següent, el 20 de març. Posteriorment, es van editar 2 senzills nous "Honey Thighs", el 10 d'abril i "Tuff Girl" el 7 d'agost.
L'1 de maig del 2020, va publicar el disc en directe "Live at Funkhaus", gravat el desembre del 2019 a la sala berlinesa. També publicà un documental curt dirigit i filmat per Julian Culverhouse, en què grava i relata la gira del disc "Paper Castles". El 26 de juny, publica la cançó "Touch". Posteriorment, edita un vinil amb els dos senzills "Touch" i "Witches" el 18 de setembre del mateix any.

### Glow (2021)
El novembre del 2020, s'anuncia el seu tercer disc "Glow". Aquest es publica el març del 2021. El 4 de desembre el vídeo i cançó "Dusk" es publiquen. El 10 de desembre, l'Alice versiona una cançó no editada de Paul McCartney "Deep Deep" per la campanya "12 Days of Paul". El 19 de febrer de 2021, el segon senzill, titulat "Dirty Mouth" es publica amb un vídeo musical"Glow" va ser publicat el 19 de març de 2021.

### Child's Play (2021)
La sud-africana publica de forma inesperada el dia 3 de desembre de 2021 el disc Child's Play, produït per David Parry del grup Loving i gravat al Canadà en 10 dies.

## Discografia

### Àlbums
- Live at Grüner Salon (2014)[41]
- Orbit (autoeditat el 2016)[70]
- Paper Castles (autoeditat el 8 de març de 2019, amb distribució de Motor Entertainment)[71][72][73]
- Live at Funkhaus (editat en vinil l'1 de maig de 2020, vinil i digital)[60]
- Glow (editat el 19 de març de 2021, CD, vinil i digital)[67]
- Child's Play (autoeditat el 3 de desembre de 2021, CD, vinil, casset i digital).

### EPs
- Momentum (EP, 2014, autoeditat)[41]
- Sola (EP, 2017, 12 polzades i mp3)
- A Place of My Own (Mahogany Sessions) (2019, digital)[43]

### Senzills
- Something Holy (Senzill, 2018, 7 polzades, versió instrumental en la cara B)
- Witches/Touch (Senzill, 2020, 7 polzades i mp3/wav)